# Ciudad de los Ángeles (métro de Madrid)
Ciudad de los Ángeles est une station de la ligne 3 du métro de Madrid en Espagne. Elle est située sous l'avenue d'Andalousie, entre les quartiers de Ciudad de los Ángeles et El Espinillo, dans l'arrondissement de Villaverde.

## Situation sur le réseau
La station est située entre San Fermín-Orcasur au nord, en direction de Moncloa, et Villaverde Bajo-Cruce au sud, en direction de El Casar.
Elle possède une voie dans chaque sens et deux quais latéraux.

## Histoire
La station est ouverte le 21 avril 2007, lors de la mise en service du prolongement de la ligne au sud de Legazpi jusqu'à Villaverde Alto.

## Services aux voyageurs

### Accès et accueil
L'accès à la station s'effectue par deux édicules entièrement vitrés de forme rectangulaire situés de chaque côté de l'avenue, équipés d'escaliers et d'escaliers mécaniques, auxquels s'ajoute un accès direct par ascenseur depuis l'extérieur.

### Intermodalité
La station est en correspondance avec les lignes d'autobus no 22, 59, 79 et 85 du réseau EMT et avec les lignes d'autocars interurbains no 411, 421, 422, 424, 447, 448, N401 et N402.